# Red Española de Teatros, Auditorios, Circuitos y Festivales de Titularidad Pública
La Red Española de Teatros, Auditorios, Circuitos y Festivales de Titularidad Pública es una asociación cultural sin ánimo de lucro con gran relevancia y prestigio en España, cuya actuación trasciende el ámbito de los profesionales de las artes escénicas y llega a un público cada vez más fiel a este sector y demandante de disfrutar de la danza, la música, el teatro, el circo etc. 
Nace en febrero del año 2000, en convenio de Colaboración con el INAEM (Instituto Nacional de las Artes Escénicas y de la Música), dependiente del Ministerio de Educación Cultura y Deportes.
La Red tiene como eje impulsar el sector de las artes escénicas, haciéndolo más accesible a la sociedad, fomentando la fidelización y desarrollando audiencias, así como la difusión de nuevas creaciones. Su ámbito de actuación alcanza todo el territorio nacional.
Entre sus objetivos principales está “la creación y formación de públicos en el ámbito de las artes escénicas y musicales en España y garantizar la calidad y estabilidad en la programación de los teatros y auditorios de titularidad pública”.
La Red está presente en 738 espacios de exhibición de titularidad pública, 5 festivales y 14 redes y circuitos autonómicos, a través de 130 socios directos. Esto supone 200.000 butacas por toda España.
En los más de diez años de vida, La Red ha participado en diferentes proyectos para el desarrollo y el impulso de las artes escénicas como el circuito 'Danza a Escena', la Escuela de Verano para técnicos y gestores del espectáculo en vivo o las Jornadas sobre la Inclusión Social y la Educación en las Artes Escénicas.
Actualmente, y desde diciembre de 2013, el Presidente de la Red Española de Teatros es Xosé Paualo Rodríguez, que sustituye en este cargo a José Luis Rivero, director desde 2012. 

## Presidentes
- Joan María Gual i Dalmau – 09/02/00 a 11/12/02
- Juan Calzada Aspiunza – 11/12/02 – 23/10/03
- Ximo Romá Pérez – 23/10/03 – 24/11/04
- Gonzalo Centeno Anta – 24/11/04 – 14/12/07
- Gerardo Ayo Meabe – 14/12/07 – 14/12/11
- Eugenio Corpas Olmos / Olga Mojón Costela (en funciones) – 14/12/11 – 01/03/12
- José Luis Rivero Plasencia – 01/03/12 – 13/12/13
- Xosé Paulo Rodriguez Domínguez -  13/12/13 - 14/12/2017
- Carlos Moràn 14/12/2017 - 22/12/2021
- Juan Ignacio Herrero 22/12/2021 -

## Proyectos

### Danza a Escena
Proyecto que nace en el año 2010. Se trata de un Circuito artístico promovido por el INAEM y desarrollado por La Red, en colaboración con sus espacios asociados y con la Federación Estatal de Empresas y Compañías de Danza (FECED), para incrementar la presencia de la danza en sus espacios asociados. 
La selección de las obras programadas la realizan los espacios escénicos que participan en el proyecto a partir de un Catálogo elaborado por la Comisión de Ballet, Danza y Artes del Movimiento de La Red.
En sus cinco años de vida, Danza a Escena ha consolidado el acceso de las compañías de danza a los espacios escénicos de la titularidad pública, con 89 espectáculos, que conforman un total de 602 representaciones.
En la actualidad, está en marcha la quinta edición, en la que participan 16 compañías que ofrecen un total de 83 funciones.

### Escuela de Verano
La Escuela de Verano de La Red es una actividad formativa que reúne a distintos profesionales del mundo de las artes escénicas. Expertos del sector se han involucrado los últimos nueve años en los diferentes talleres, cursos y seminarios programados por La Red. 
Desde su nacimiento en 2006, la Escuela de Verano ha formado a más de 1.300 profesionales en temas como la financiación de proyectos, el marketing, la captación de públicos, la comunicación en línea, la regiduría, la electrotecnia, los trabajos en altura o la interpretación.
La actividad está organizada en colaboración con el Centro de Tecnología del Espectáculo (CTE) del INAEM, la Escuela Superior de Técnicas de las Artes del Espectáculo (ESTAE) del Institut del Teatre de Barcelona y la Agencia Andaluza de Instituciones Culturales (ESCENICA) de la Junta de Andalucía.